# فرودگاه چاشما
فرودگاه چاشما (به انگلیسی: Chashma Airport) یک فرودگاه همگانی است که یک باند فرود آسفالت دارد و طول باند آن ۱۰۶۷ متر است. این فرودگاه در کشور پاکستان قرار دارد و در ارتفاع ۱۹۷ متری از سطح دریا واقع شده‌است.